# Avard
Avard és un poble dels Estats Units a l'estat d'Oklahoma. Segons el cens del 2000 tenia 26 habitants.

## Demografia
Segons el cens del 2000, Avard tenia 26 habitants, 13 habitatges, i 6 famílies. La densitat de població era de 47,8 habitants per km².
Dels 13 habitatges en un 30,8% hi vivien nens de menys de 18 anys, en un 46,2% hi vivien parelles casades, en un 0% dones solteres, i en un 53,8% no eren unitats familiars. En el 46,2% dels habitatges hi vivien persones soles el 15,4% de les quals corresponia a persones de 65 anys o més que vivien soles. El nombre mitjà de persones vivint en cada habitatge era de 2 i el nombre mitjà de persones que vivien en cada família era de 3.
Per edats la població es repartia de la següent manera: un 19,2% tenia menys de 18 anys, un 7,7% entre 18 i 24, un 26,9% entre 25 i 44, un 26,9% de 45 a 60 i un 19,2% 65 anys o més.
L'edat mediana era de 42 anys. Per cada 100 dones de 18 o més anys hi havia 110 homes.
La renda mediana per habitatge era de 23.750 $ i la renda mediana per família de 40.000 $. Els homes tenien una renda mediana de 23.750 $ mentre que les dones 14.583 $. La renda per capita de la població era d'11.757 $. Cap de les famílies i el 17,1% de la població estaven per davall del llindar de pobresa.

## Poblacions més properes
El següent diagrama mostra les poblacions més properes.